# Wien-dokumentet
Wien-Dokumentet er en aftale mellem de deltagende stater i Organisationen for Sikkerhed og Samarbejde i Europa , der har til formål at gennemføre tillids- og sikkerhedsskabende foranstaltninger. Dens bestemmelser, som omfatter en årlig udveksling af militære oplysninger om styrker, der befinder sig i Europa (defineret som Atlanten til Ural), meddelelser for at mindske risikoen for konflikt, herunder konsultation om usædvanlige militære aktiviteter og farlige hændelser, forudgående anmeldelse af visse militære aktiviteter, observation af visse militære aktiviteter, udveksling af årlige kalendere, og overholdelse og verifikation ved inspektions- og evalueringsbesøg. Denne udveksling adskiller sig fra den Globale Udveksling af Militære Oplysninger i, at det er begrænset til styrker i Europa, mens den Globale Udveksling af Militære Oplysninger gælder for alle styrker i de deltagende medlemsstater, hvor end i verden, de er placeret. Den årlige udveksling af oplysninger blev gennemført samtidig med den årlige udveksling af oplysninger i henhold til traktaten vedr.  Konventionelle Styrker i Europa , i Wien, Østrig i december hvert år. Wien-Dokumentet er blevet revideret med jævne mellemrum, og den aktuelle version er 2011-versionen.
Fra 2014 og fremefter har der været frygt for, at Wien-Dokumentet er på nippet til de facto at ophøre med at fungere, ligesom andre våbenkontrol- og sikkerhedsaftaler fortsætter med at bryde sammen på grund af de fortsatte spændinger i Østeuropa. Men Rusland var i stand til at anvende bestemmelserne i Dokumentet i begyndelsen af april 2015 til at tvinge NATO til at acceptere at et russisk inspektionsteam var til stede i Joint Warrior øvelsen ud for Skotlands kyst i 2015.